# Mykobiont
Mykobiont är det vetenskapliga namnet på en lavs svampkomponent. En lav består dels av en svamp (mykobionten), och dels en fotobiont - en alg eller en cyanobakterie - vilken bidrar med fotosyntes.